# Bodas de sangre (pel·lícula)
Bodas de sangre és una coproducció francoespanyola de 1981 dirigida per Carlos Saura. És la primera part de la trilogia sobre el flamenc d'aquest director i és també l'adaptació cinematogràfica del ballet Crónica del suceso de bodas de sangre (1974) d'Antonio Gades, basat al seu torn en la tragèdia homònima de Federico García Lorca.

## Argument
El cos humà utilitza el llenguatge de la dansa per explicar la simple història d'un amor maleït. El ballet, que no és una eina casual de comunicació, comporta un munt de presumpcions pel que fa a l'amor i la mort, al pecat i el càstig.
La trama de la història és simple: una núvia s'escapa amb el seu amant el dia del seu casament. El nuvi segueix els dos amants i comença una baralla de navalles. Els rivals s'apunyalen mútuament i l'únic casament que hi ha és l'enllaç dels seus destins amb la mort. Un casament de sang.
A més de la bellesa extraordinària de la dansa expressada pels cossos dels ballarins al ritme del flamenc, la pel·lícula va més enllà i explora i analitza aquest tipus de pensaments respecte a un tema, l'amor pecaminós, que comporta tanta controvèrsia.

## Personatges i actors que els representen
- El pare:
- Leonardo: Antonio Gades
- La núvia: Cristina Hoyos
- El nuvi: Juan Antonio Jiménez
- La mare: Pilar Cárdenas
- La dona: Carmen Villena
- La dona que canta una cançó de bressol: Pepa Flores (Marisol)
- L'home que canta Sombrero: Pepe Blanco
- Convidats al casament: El Güito, Lario Díaz, Enrique Esteve, Elvira Andrés, Azucena Flores, Cristina Gombau, Marisa Neila, Antonio Quintana, Quico Franco, Candy Román
- Guitarristes: Emilio de Diego i Antonio Solera
- Cantaores: José Mercé i Gómez de Jerez

## Comentaris
La primera incursió de Carlos Saura en el gènere musical fou un gran èxit. La pel·lícula, basada en l'obra homònima de Federico García Lorca, se centra en l'assaig general de la companyia de dansa d'Antonio Gades i la representació final. Va ser la primera col·laboració entre tots dos.

## Nominacions i premis
Va formà part de la secció oficial al 
It was shown out of competition at the 34è Festival Internacional de Cinema de Canes.
37a edició de les Medalles del Cercle d'Escriptors Cinematogràfics
| Categoria         | Premiat         | Resultat  |
| ----------------- | --------------- | --------- |
| Millor pel·lícula | Bodas de sangre | Guanyador |
| Millor fotografia | Teo Escamilla   | Guanyador |